# Dézsy Zoltán (karikaturista)
Dézsy Zoltán (Dés, 1945. május 20. –) rajzoló, karikaturista.

## Életrajz
1969-től 1970-ig Sepsiszentgyörgyben dolgozott a Városi Kórházban, 1970-től 1977-ig az Egészségügyi Igazgatóság nevelési osztályát vezette Kovásznán. 1977 óta főasszisztense a sepsiszentgyörgyi Járóbeteg Intézet fizioterápiás osztályának. Tollrajzai, karikatúrái a Muncitorul Sanitarban, a Megyei Tükörben, az Ifjúmunkásban, az Előrében és más újságokben láttak napvilágot. 1990 óta a belső munkatársa a Trompfnak, valamint állandó munkatárs a Romániai Magyar Szó, a Háromszék és a Moldvai Magyarság című lapoknak. 1969-től 1977-ig állandó kiállítóként szerepelt a megyei képzőművészeti tárlatokon, egyéni kiállításai Sepsiszentgyörgyön, Marosvásárhelyen, Baróton, Kovásznán és Kézdivásárhelyen voltak láthatóak.

## További irodalom
- Erdélyi magyar ki kicsoda 2000. Igazgató főszerk. Stanik István. [Bukarest]-Nagyvárad, Romániai Magyar Demokrata Szövetség-Scripta Kiadó, 2000.
- Gyöngy Kálmán: Magyar karikaturisták adat- és szignótára 1848-2007. Karikaturisták, animációs báb- és rajzfilmesek, illusztrátorok, portrérajzolók. Budapest, Ábra Kkt., 2008.